# Liste der Stolpersteine in Wuppertal
Die Liste der Stolpersteine in Wuppertal enthält die Stolpersteine, die im Rahmen des gleichnamigen Kunst-Projekts von Gunter Demnig in Wuppertal meist vor dem letzten frei gewählten Wohnort verlegt wurden. Mit ihnen soll der Opfer des Nationalsozialismus gedacht werden, die in Wuppertal lebten und wirkten.

## Liste der Steine
Zusammengefasste Adressen zeigen an, dass mehrere Stolpersteine an einem Ort verlegt wurden. Die Tabelle ist teilweise sortierbar; die Grundsortierung erfolgt alphabetisch nach der Adresse.
| Bild | Adresse | Stadtteil             | Verlegedatum      | Person, Inschrift | Weitere Informationen |
| ---- | --- | --------------------- | ----------------- | --- | --- |
|      | Adersstraße 23 | Elberfeld             | 6. Mai 2022       | „Hier wohnte Artur Damidt Jg. 1906 deportiert 1941 Minsk ermordet“ | |
|      | Adersstraße 23 | Elberfeld             | 6. Mai 2022       | „Hier wohnte Ruth Anni Damidt geb. Daniel Jg. 1911 deportiert 1941 Minsk ermordet“                                                                                    | |
|      | Adersstraße 34 | Elberfeld             | 23. Oktober 2023  | „Hier wohnte Artur Wollenberg Jg. 1879 deportiert 1941 Ghetto Minsk ermordet“                                                                                         | |
|      | Adersstraße 34 | Elberfeld             | 23. Oktober 2023  | „Hier wohnte Johanna Wollenberg geb. Cappel Jg. 1892 deportiert 1941 Ghetto Minsk ermordet“                                                                           | |
|      | Adersstraße 34 | Elberfeld             | 23. Oktober 2023  | „Hier wohnte Felix Wollenberg Jg. 1922 deportiert 1941 Ghetto Minsk ermordet“                                                                                         | |
|      | Alsenstraße 34 | Elberfeld             | 9. November 2011  | „Hier wohnte Albert Mansberg Jg. 1891 deportiert 1941 Minsk ermordet“                                                                                                 | Albert Mansberg wurde am 9. Oktober 1891 in Messinghausen bei Brilon in Westfalen geboren und war wohnhaft in Wuppertal. Er wurde am 10. November 1941 ab Düsseldorf in das Ghetto Minsk deportiert. |
|      | Alsenstraße 34 | Elberfeld             | 9. November 2011  | „Hier wohnte Dora Mansberg geb. Horn Jg. 1894 deportiert 1941 Minsk ermordet“                                                                                         | Dora Horn wurde am 18. November 1894 in Köln geboren und war wohnhaft in Wuppertal. Sie wurde am 10. November 1941 ab Düsseldorf in das Ghetto Minsk deportiert. |
|      | Alsenstraße 34 | Elberfeld             | 9. November 2011  | „Hier wohnte Ellen Mansberg Jg. 1924 deportiert 1941 Minsk ermordet“                                                                                                  | Ellen Mansberg wurde am 10. September 1924 in Barmen-Elberfeld (Wuppertal) geboren. Sie wurde am 10. November 1941 ab Düsseldorf in das Ghetto Minsk deportiert. |
|      | Alsenstraße 34 | Elberfeld             | 9. November 2011  | „Hier wohnte Henriette Mansberg geb. Moll Jg. 1896 deportiert 1941 Minsk ermordet“                                                                                    | Henriette Sara Moll wurde am 12. Mai 1896 in Schwanenberg bei Erkelenz geboren und war wohnhaft in Wuppertal. Sie wurde am 10. November 1941 ab Düsseldorf in das Ghetto Minsk deportiert. |
|      | Alsenstraße 34 | Elberfeld             | 9. November 2011  | „Hier wohnte Hermann Mansberg Jg. 1924 deportiert 1941 Minsk ermordet“                                                                                                | Hermann Mansberg wurde am 23. Mai 1924 in Barmen-Elberfeld (Wuppertal) geboren. Er wurde am 10. November 1941 ab Düsseldorf in das Ghetto Minsk deportiert. |
|      | Alsenstraße 34 | Elberfeld             | 9. November 2011  | „Hier wohnte Julius Mansberg Jg. 1889 deportiert 1941 Minsk ermordet“                                                                                                 | Julius Mansberg wurde am 16. Januar 1889 in Messinghausen bei Brilon geboren und war wohnhaft in Wuppertal. Er wurde am 10. November 1941 ab Düsseldorf in das Ghetto Minsk deportiert. |
|      | Am Forsthof 21 | Elberfeld             | 10. Dezember 2013 | „Hier wohnte Dr. Theodor Plaut Jg. 1874 gedemütigt/entrechtet Flucht in den Tod 15.11.1938“                                                                           | Theodor Plaut wurde am 27. September 1874 in Karlovy Vary in Böhmen geboren und war wohnhaft in Frankfurt am Main und Wuppertal. Er wurde im Februar 1933 im Gestapogefängnis Frankfurt-Preungesheim inhaftiert. Danach emigriere er 1933/1934 in die USA. Nach seiner Rückkehr wählte er nach der Pogromnacht in Wuppertal am 15. November 1938 den Freitod. |
|      | Am Forsthof 21 | Elberfeld             | 10. Dezember 2013 | „Hier wohnte Elli Plaut geb. Friedländer verw. Katzenstein Jg. 1884 gedemütigt/entrechtet Flucht in den Tod 15.11.1938“                                               | Elli Friedländer verw. Katzenstein wurde am 24. Oktober 1884 in Essen geboren und war wohnhaft in Frankfurt am Main und Wuppertal. Sie wählte nach der Pogromnacht in Wuppertal am 15. November 1938 den Freitod. |
|      | Am Forsthof 21 | Elberfeld             | 11. Dezember 2014 | „Hier wohnte Emma Eichenberg geb. Müller Jg. 1867 deportiert 1942 Theresienstadt 1942 Treblinka ermordet“                                                             | Emma Müller wurde am 24. August 1867 in Herleshausen bei Eschwege geboren und war wohnhaft in Wuppertal. Sie wurde am 21. Juli 1942 ab Düsseldorf in das Ghetto Theresienstadt und am 21. September 1942 weiter in das Vernichtungslager Treblinka. |
|      | Augustastraße 54 | Elberfeld             | 20. Juli 2011     | „Hier wohnte Meta Neumann geb. Plaut Jg. 1878 deportiert 1942 Theresienstadt ermordet in Treblinka“                                                                   | Meta Plaut wurde am 21. Oktober 1878 in Göttingen geboren und war wohnhaft in Wuppertal. Sie wurde am 21. Juli 1942 ab Düsseldorf in das Ghetto Theresienstadt und am 21. September 1942 weiter in das Vernichtungslager Treblinka. |
|      | Augustastraße 54 | Elberfeld             | 20. Juli 2011     | „Hier wohnte Michael Max Neumann Jg. 1870 deportiert 1942 Theresienstadt ermordet in Treblinka“                                                                       | Michael Max Neumann wurde am 27. August 1870 in Czersk geboren und war wohnhaft in Wuppertal. Er wurde am 21. Juli 1942 ab Düsseldorf in das Ghetto Theresienstadt und am 21. September 1942 weiter in das Vernichtungslager Treblinka. |
|      | Augustastraße 89 | Elberfeld             | 4. Juli 2012      | „Hier wohnte Gerd Moses Löwenthal Jg. 1912 Flucht 1938 Holland interniert Westerbork deportiert 1944 Auschwitz ermordet 30.6.1944“                                    | Gerd Moses Loewenthal am 17. Januar 1912 in Barmen-Elberfeld (heute Wuppertal) geboren. Er 1944 in das Vernichtungslager Auschwitz deportiert wo er am 30. Juni 1944 ermordet wurde. |
|      | Augustastraße 89 | Elberfeld             | 4. Juli 2012      | „Hier wohnte Levy Löwenthal Jg. 1876 deportiert 1942 Theresienstadt ermordet 1944 Treblinka“                                                                          | Levy Löwenthal wurde am 13. September 1876 in Barmen-Elberfeld (heute Wuppertal) geboren. Er wurde am 21. Juli 1942 ab Düsseldorf in das Ghetto Theresienstadt und am 21. September 1942 weiter in das Vernichtungslager Treblinka. Auf Grund fehlender Unterlagen wurde er für tot erklärt.                                                                  |
|      | Bahnstraße 29 | Vohwinkel             | 20. Juli 2011     | „Hier wohnte Karl Karrenberg Jg. 1904 Eingewiesen Heilanstalt Waldbröl 1938 Heilanstalt Hausen 1941 Zwischenanstalt Langenfeld-Galkhausen ermordet 29.7.1941 Hadamar“ | |
|      | Bankstraße 2 | Elberfeld             | 6. Mai 2022       | „Hier wohnte Berta Hartog geb. Jakob Jg. 1897 deportiert 1941 Łodz/Litzmannstadt ermordet 7.5.1942 Chelmno/Kulmhof“                                                   | |
|      | Bankstraße 2 | Elberfeld             | 6. Mai 2022       | „Hier wohnte Adolf Hartog Jg. 1891 deportiert 1941 Łodz/Litzmannstadt ermordet 7.5.1942 Chelmno/Kulmhof“                                                              | |
|      | Bankstraße 2 | Elberfeld             | 6. Mai 2022       | „Hier wohnte Friedel Hartog Jg. 1922 deportiert 1941 Łodz/Litzmannstadt ermordet 7.5.1942 Chelmno/Kulmhof“                                                            | |
|      | Bankstraße 2 | Elberfeld             | 6. Mai 2022       | „Hier wohnte Paul Hartog Jg. 1924 deportiert 1941 Łodz/Litzmannstadt ermordet 7.5.1942 Chelmno/Kulmhof“                                                               | |
|      | Bleicherstraße 8 vormals Zur Schafbrücke 19 | Barmen                | 4. Juli 2013      | „Hier wohnte Anna Henriette Ollendorf geb. Hirsch Jg. 1903 deportiert 1942 Theresienstadt ermordet 1944 Auschwitz“                                                    | |
|      | Bleicherstraße 8 vormals Zur Schafbrücke 19 | Barmen                | 4. Juli 2013      | „Hier wohnte Paul Ollendorf Jg. 1892 deportiert 1942 Theresienstadt ermordet 1944 Auschwitz“                                                                          | |
|      | Bleicherstraße 8 vormals Zur Schafbrücke 19 | Barmen                | 4. Juli 2013      | „Hier wohnte Peter Ollendorf Jg. 1936 deportiert 1942 Theresienstadt ermordet 1944 Auschwitz“                                                                         | |
|      | Bleicherstraße 10 | Barmen                | 7. Januar 2007    | „Hier wohnte Lina S. Alexander Jg. 1904 deportiert 1942 Izbica ermordet“                                                                                              | |
|      | Bleicherstraße 10 | Barmen                | 7. Januar 2007    | „Hier wohnte Leopold Alexander Jg. 1868 deportiert 1942 Theresienstadt ermordet 16.2.1943“                                                                            | |
|      | Bleicherstraße, katholische Kirche | Barmen                | 7. Januar 2007    | „Hier wohnte Dr. Eugen Rappoport Jg. 1876 deportiert 1942 Theresienstadt ermordet 21.9.1942 Treblinka“                                                                | |
|      | Bleicherstraße, katholische Kirche | Barmen                | 7. Januar 2007    | „Hier wohnte Elsa Rappoport geb. Mereny Jg. 1873 deportiert 1942 Theresienstadt ermordet 21.9.1942 Treblinka“                                                         | |
|      | Blumenstraße 28 | Elberfeld             | 9. November 2012  | „Hier wohnte Karl Paul Paetzel Jg. 1916 ‚Vorbeugehaft‘ 1942 Sachsenhausen ermordet 1942“                                                                              | [ 14 ] |
|      | Bundesallee 265 vormals Barmer Straße 90 | Elberfeld             | 8. Mai 2014       | „Hier wohnte Leopold Ferber Jg. 1880 Deportiert 1941 Minsk Ermordet“                                                                                                  | |
|      | Bundesallee 265 vormals Barmer Straße 90 | Elberfeld             | 8. Mai 2014       | „Hier wohnte Margarethe Ferber Geb. Manes Jg. 1892 Deportiert Minsk Ermordet“                                                                                         | |
|      | Charlottenstraße 34 | Elberfeld             | 25. Oktober 2008  | „Hier wohnte Olga Weinberg geb. Löwenbach Jg. 1873 deportiert 1942 Theresienstadt Tot 9.9.1942“                                                                       | |
|      | Dickmannstraße 25 | Barmen                | 3. September 2009 | „Hier wohnte Hermine Leib geb. Kahn Jg. 1887 deportiert 1941 ermordet“                                                                                                | |
|      | Distelbeck 23 | Elberfeld             | 4. Juli 2013      | „Hier wohnte Anna Julie Frank geb. Rosenbaum Jg. 1887 Gedemütigt/Entrechtet Flucht in den Tod 16.12.1939“                                                             | |
|      | Elias-Eller-Straße 19 | Ronsdorf              | 20. Juli 2012     | „Hier wohnte Moses Löwenthal Jg. 1862 deportiert 1942 Theresienstadt ermordet 1942 Treblinka“                                                                         | |
|      | Elias-Eller-Straße 19 | Ronsdorf              | 20. Juli 2012     | „Hier wohnte Selma Frank geb. Löwenthal Jg. 1892 verhaftet 23.5.1942 Ravensbrück deportiert 1942 Auschwitz ermordet 9.10.1942“                                        | |
|      | Erholungstraße 19 | Elberfeld             | 9. Februar 2008   | „Hier wohnte Alexander Berger Jg. 1886 deportiert 26.10.1941 Ghetto Łódź ermordet Sept. 1942 in Chelmno“                                                              | |
|      | Erholungstraße 19 | Elberfeld             | 9. Februar 2008   | „Hier wohnte Josefine Moll geb. Wolff Jg. 1864 deportiert 20.07.1942 Theresienstadt ermordet 7.7.1943“                                                                | |
|      | Ernststraße 34 | Elberfeld             | 10. Dezember 2013 | „Hier wohnte Johanna Bachenheimer Jg. 1888 deportiert 1941 Łódź / Litzmannstadt ermordet 1942 Chelmno/Kulmhof“                                                        | |
|      | Ernststraße 34 | Elberfeld             | 23. März 2011     | „Hier wohnte Ruth Amalie Simon Jg. 1928 deportiert 1941 Łódź ermordet 14.5.1942 Chelmno“                                                                              | [ 15 ] |
|      | Ernststraße 34 | Elberfeld             | 23. März 2011     | „Hier wohnte Günter Simon Jg. 1922 deportiert 1941 Łódź ermordet 14.5.1942 Chelmno“                                                                                   | [ 15 ] |
|      | Ernststraße 34 | Elberfeld             | 23. März 2011     | „Hier wohnte Robert Josef Simon Jg. 1894 deportiert 1941 Łódź ermordet 14.5.1942 Chelmno“                                                                             | [ 15 ] |
|      | Ernststraße 34 | Elberfeld             | 23. März 2011     | „Hier wohnte Emma Simon geb. Bachenheimer Jg. 1891 deportiert 1941 Łódź ermordet 14.5.1942 Chelmno“                                                                   | [ 15 ] |
|      | Ernststraße 34 | Elberfeld             | 11. Dezember 2014 | „Hier wohnte Siegfried Lorig Jg. 1882 deportiert 1941 Łódź/Litzmannstadt ermordet 8.5.1942 Chelmno/Kulmhof“                                                           | |
|      | Ewaldstraße 6 | Elberfeld             | 8. Mai 2014       | „Hier wohnte Emil Löhde Jg. 1893 Im Widerstand/USPD-KPD 'Schutzhaft' 1933 Kemna Verhaftet 1935 'Hochverrat' Zuchthaus/Zwangsarbeit Tot 12.5.1943“                     | |
|      | Ewaldstraße 16 | Elberfeld             | 20. Oktober 2022  | „Hier wohnte Friedrich Wille Jg. 1906 'Schutzhaft' 30.4.1941 Gefängnis Berlin-Plötzensee Buchenwald ermordet 29.8.1941“                                               | |
|      | Ferdinand-Thun-Straße 16 | Barmen                | 20. April 2012    | „Hier wohnte Gustav Karl Strauss Jg. 1874 Flucht 1939 Holland interniert Westerbork Tot 12.4.1943 Tot an den Folgen“                                                  | |
|      | Ferdinand-Thun-Straße 16 | Barmen                | 20. April 2012    | „Hier wohnte Selma Strauss geb. Philipp Jg. 1878 Flucht 1939 Holland interniert Westerbork deportiert 1943 Sobibor ermordet 25.5.1943“                                | |
|      | Friedrich-Ebert-Straße 157 vormals Königstraße 157                                                                                              | Elberfeld             | 23. März 2011     | „Hier wohnte Elfriede Gottschalk geb. Mendel Jg. 1895 deportiert 1941 Minsk ermordet“                                                                                 | |
|      | Gathe 78 | Elberfeld             | 24. November 2015 | „Hier wohnte David Wolf Lewin Jg. 1908 Flucht 1939 Belgien Interniert Mechelen deportiert 1942 ermordet in Auschwitz“                                                 | |
|      | Gathe 78 | Elberfeld             | 24. November 2015 | „Hier wohnte Miriam Lewin geb. Halperin Jg. 1912 Flucht 1939 Belgien Interniert Mechelen deportiert 1942 ermordet in Auschwitz“                                       | |
|      | Gartenstraße 24 | Elberfeld             | 26. Oktober 2010  | „Hier wohnte Emilie Röttgen Jg. 1893 deportiert 1941 Łódź/Litzmannstadt ermordet 1942 Chelmno“                                                                        | |
|      | Gesellenstraße 1 | Elberfeld             | 6. Mai 2022       | „Hier wohnte Karl Bernhard Jg. 1914 deportiert 1941 Łodz/Litzmannstadt ermordet 14.3.1942“                                                                            | |
|      | Gesellenstraße 1 | Elberfeld             | 6. Mai 2022       | „Hier wohnte Irene Bernhard geb. Bender Jg. 1912 deportiert 1941 Łodz/Litzmannstadt ermordet 10.5.1942 Chelmno/Kulmhof“                                               | |
|      | Gesellenstraße 1 | Elberfeld             | 6. Mai 2022       | „Hier wohnte Denny Bernhard Jg. 1939 deportiert 1941 Łodz/Litzmannstadt ermordet 10.5.1942 Chelmno/Kulmhof“                                                           | |
|      | Gesellenstraße 1 | Elberfeld             | 6. Mai 2022       | „Hier wohnte Jona Bernhard Jg. 1941 deportiert 1941 Łodz/Litzmannstadt ermordet 18.2.1942“                                                                            | |
|      | Gesundheitstraße 132 | Barmen                | 20. Oktober 2022  | „Hier wohnte Josef Metzger Jg. 1875 Flucht Nov. 1938 Prag deportiert 1942 Theresienstadt 1944 Auschwitz ermordet“                                                     | |
|      | Gesundheitstraße 132 | Barmen                | 20. Oktober 2022  | „Hier wohnte Jenny Metzger geb. Harff Jg. 1884 Flucht Nov. 1938 Prag deportiert 1942 Theresienstadt 1944 Auschwitz ermordet“                                          | |
|      | Gesundheitstraße 132 | Barmen                | 20. Oktober 2022  | „Hier wohnte Grete Metzger Jg. 1921 Flucht Nov. 1938 Prag zurückgekehrt deportiert 1942 Theresienstadt 1944 Auschwitz ermordet“                                       | |
|      | Gesundheitstraße 132 | Barmen                | 20. Oktober 2022  | „Hier wohnte Georg Ernst Metzger Jg. 1921 Flucht Nov. 1938 Prag 1940 Arbeitslager Lipa deportiert 1941 Theresienstadt 1944 Auschwitz ermordet“                        | |
|      | Gesundheitstraße 132 | Barmen                | 20. Oktober 2022  | „Hier wohnte Ursula Metzger Jg. 1925 Flucht Nov. 1938 Prag deportiert 1942 Theresienstadt befreit“                                                                    | |
|      | Goebenstraße 16 | Elberfeld             | 10. Dezember 2013 | „Hier wohnte Heinz Gerd Ulmann Jg. 1931 deportiert 1941 Minsk ermordet“                                                                                               | |
|      | Goebenstraße 16 | Elberfeld             | 10. Dezember 2013 | „Hier wohnte Helene Ulmann geb. Weiler Jg. 1907 deportiert 1941 Minsk ermordet“                                                                                       | |
|      | Goebenstraße 16 | Elberfeld             | 10. Dezember 2013 | „Hier wohnte Willi Ulmann Jg. 1900 deportiert 1941 Minsk ermordet“ | |
|      | Gräfrather Straße 25 | Vohwinkel             | 9. Februar 2008   | „Hier wohnte Irma Heilbronn geb. Broda Jg. 1884 deportiert 10.11.1941 ermordet in Minsk“                                                                              | |
|      | Große Flurstraße | Barmen                | 20. Oktober 2022  | „Hier wohnte Philipp Kadisch Jg. 1884 'Schutzhaft' 1938 Dachau deportiert 1942 Theresienstadt 1944 Auschwitz ermordet“                                                | |
|      | Große Flurstraße | Barmen                | 20. Oktober 2022  | „Hier wohnte Rosalie Nathan Jg 1897 deportiert 1941 Minsk ermordet“                                                                                                   | |
|      | Heinkelstraße 14 | Elberfeld             | 24. November 2015 | „Hier wohnte Johann Babtist Steinacker Jg. 1870 Im Widerstand Verhaftet 1934 Zuchthaus Lüttringhausen 1944 Mauthausen ermordet 14.04.1944“                            | |
|      | Hellerstraße 6 | Elberfeld             | 9. November 2011  | „Hier wohnte Artur Silberberg Jg. 1885 deportiert 1941 Minsk ermordet“                                                                                                | |
|      | Hellerstraße 6 | Elberfeld             | 9. November 2011  | „Hier wohnte Ellen Silberberg Jg. 1923 deportiert 1941 Minsk ermordet“                                                                                                | |
|      | Hellerstraße 6 | Elberfeld             | 9. November 2011  | „Hier wohnte Günter Silberberg Jg. 1920 deportiert 1941 Minsk ermordet 1944 in Mauthausen“                                                                            | |
|      | Hellerstraße 6 | Elberfeld             | 9. November 2011  | „Hier wohnte Martha Silberberg geb. Süss Jg. 1891 deportiert 1941 Minsk ermordet“                                                                                     | |
|      | Hellerstraße 11 | Elberfeld             | 1. März 2010      | „Hier wohnte Karl Ursell Jg. 1877 deportiert 1942 Theresienstadt tot 3.10.1942“                                                                                       | [ 16 ] |
|      | Hellerstraße 11 | Elberfeld             | 1. März 2010      | „Hier wohnte Helene Paula Ursell geb. Neuwahl Jg. 1880 deportiert 1942 Theresienstadt ermordet 1944 in Auschwitz“                                                     | [ 16 ] |
|      | Hellerstraße 11 | Elberfeld             | 1. März 2010      | „Hier wohnte Hella Inge Ursell Jg. 1919 deportiert 1941 ermordet in Minsk“                                                                                            | [ 16 ] |
|      | Helmutstraße 32 | Elberfeld             | 1. März 2010      | „Hier wohnte Dr. Alfred Meyer Jg. 1898 'Schutzhaft' 1933 verhaftet von SA ermordet 16.05.1933 Bever-Talsperre“                                                        | |
|      | Herzogstraße 25 | Elberfeld             | 11. Dezember 2014 | „Hier wohnte Alfred Fleischhacker Jg. 1912 gedemütigt/Entrechtet Flucht in der Tod 8.12.1938“                                                                         | |
|      | Herzogstraße 25 | Elberfeld             | 11. Dezember 2014 | „Hier wohnte Fanny Fleischhacker Geb. Fleischhacker Jg. 1880 deportiert 1941 Minsk Ermordet“                                                                          | |
|      | Hofaue 44 | Elberfeld             | 20. Juli 2011     | „Hier wohnte Artur Herrmann Jg. 1873 deportiert 1942 Theresienstadt Tot 23.3.1943“                                                                                    | [ 17 ] |
|      | Hofaue 44 | Elberfeld             | 20. Juli 2011     | „Hier wohnte Jette Herrmann geb. Kahn Jg. 1875 deportiert 1942 Theresienstadt Tot 25.5.1943“                                                                          | [ 17 ] |
|      | Hofaue 44 | Elberfeld             | 20. Juli 2011     | „Hier wohnte Max Herrmann Jg. 1907 deportiert 1942 Theresienstadt Tot 28.1.1943“                                                                                      | [ 17 ] |
|      | Höhne 31 (Die Hausnummer existiert nicht mehr, die Stolpersteine sind vor dem Haus Rolingswerth 15 verlegt.)                                    | Barmen                | 26. Oktober 2010  | „Hier wohnte Rolf Mayer Jg. 1923 deportiert 1941 Lotz/Litzmannstadt ermordet 16.3.1944“                                                                               | |
|      | Höhne 31 (Die Hausnummer existiert nicht mehr, die Stolpersteine sind vor dem Haus Rolingswerth 15 verlegt.)                                    | Barmen                | 26. Oktober 2010  | „Hier wohnte Regine Trude Mayer Jg. 1922 deportiert 1941 Lotz/Litzmannstadt ermordet 4.7.1944 Chelmno“                                                                | |
|      | Höhne 31 (Die Hausnummer existiert nicht mehr, die Stolpersteine sind vor dem Haus Rolingswerth 15 verlegt.)                                    | Barmen                | 26. Oktober 2010  | „Hier wohnte Rosa Mayer geb. Moses Jg. 1887 deportiert 1941 Lotz/Litzmannstadt ermordet 4.7.1944 Chelmno“                                                             | |
|      | Höhne 31 (Die Hausnummer existiert nicht mehr, die Stolpersteine sind vor dem Haus Rolingswerth 15 verlegt.)                                    | Barmen                | 26. Oktober 2010  | „Hier wohnte Alfred Mayer Jg. 1887 deportiert 1941 Lotz/Litzmannstadt Tot 16.6.1942“                                                                                  | |
|      | Hopfenstraße 6 | Elberfeld             | 7. Januar 2007    | „Hier wohnte Dr. Martin Gauger Jg. 1905 Im Widerstand Kriegsdienstverweigerer ermordet in Pirna 15.7.1941“                                                            | |
|      | Humboldtstraße 21 | Barmen                | 23. Oktober 2023  | „Hier wohnte Klaus-Dieter Hilger Jg. 1928 eingewiesen 1940 'Heilanstalt' Hephata Mönchengladbach ermordet 23.6.1943“                                                  | |
|      | Irenenstraße 3 | Elberfeld             | 8. Mai 2014       | „Hier wohnte Helene Emmerich Geb. Feidelberg Jg. 1875 Deportiert 1942 Theresienstadt 1942 Treblinka Ermordet“                                                         | |
|      | Irenenstraße 3 | Elberfeld             | 8. Mai 2014       | „Hier wohnte Sally Emmerich Jg. 1869 Deportiert 1942 Theresienstadt 1942 Treblinka Ermordet“                                                                          | |
|      | Joseph-Haydn-Straße 21 vormals Richard-Wagner-Straße 21                                                                                         | Barmen                | 4. Juli 2013      | „Hier wohnte Berta Wahl geb. Bacharach Jg. 1882 deportiert 1042 Theresienstadt ermordet 1944 Auschwitz“                                                               | |
|      | Joseph-Haydn-Straße 21 vormals Richard-Wagner-Straße 21                                                                                         | Barmen                | 4. Juli 2013      | „Hier wohnte Ernst Salomon Wahl Jg. 1873 deportiert 1042 Theresienstadt ermordet 12.3.1944“                                                                           | |
|      | Katernberger Straße 4 | Elberfeld             | 10. Dezember 2013 | „Hier wohnte Alfred Baum Jg. 1873 deportiert 1942 Theresienstadt ermordet 22.2.1943“                                                                                  | |
|      | Katernberger Straße 2 | Elberfeld             | 11. Dezember 2014 | „Hier wohnte Julius Feidelberg Jg. 1871 deportiert 1942 Theresienstadt 1942 Treblinka Ermordet“                                                                       | |
|      | Katernberger Straße 2 | Elberfeld             | 11. Dezember 2014 | „Hier wohnte Klara Feidelberg Geb. Goldmann Jg. 1879 deportiert 1942 Theresienstadt 1942 Treblinka Ermordet“                                                          | |
|      | Kirschbaumstraße 29 | Elberfeld             | 3. September 2009 | „Hier wohnte Paula Dreyfus geb. Ullmann Jg. 1876 Vor Deportation Flucht in den Tod 18.7.1942“                                                                         | |
|      | Kleeblatt 1 vormals Sandstraße 1 | Elberfeld             | 20. Juli 2011     | „Hier wohnte Marta Plaut geb. Falk Jg. 1905 deportiert 1941 ermordet in Minsk“                                                                                        | |
|      | Kleeblatt 1 vormals Sandstraße 1 | Elberfeld             | 20. Juli 2011     | „Hier wohnte Richard Plaut Jg. 1894 deportiert 1941 ermordet in Minsk“                                                                                                | |
|      | Kleine Klotzbahn 12 (Die Hausnummer existiert nicht mehr, die Stolpersteine sind vor dem Haus Willy-Brandt-Platz 17/19 verlegt.)                | Elberfeld             | 1. März 2010      | „Hier wohnte Eva Regina Israel Jg. 1927 deportiert 1942 Izbica ermordet“                                                                                              | [ 16 ] |
|      | Kleine Klotzbahn 12 (Die Hausnummer existiert nicht mehr, die Stolpersteine sind vor dem Haus Willy-Brandt-Platz 17/19 verlegt.)                | Elberfeld             | 1. März 2010      | „Hier wohnte Hugo Israel Jg. 1891 deportiert 1942 Theresienstadt ermordet 1944 in Auschwitz“                                                                          | [ 16 ] |
|      | Kleine Klotzbahn 12 (Die Hausnummer existiert nicht mehr, die Stolpersteine sind vor dem Haus Willy-Brandt-Platz 17/19 verlegt.)                | Elberfeld             | 1. März 2010      | „Hier wohnte Hedwig Israel geb. Baruch Jg. 1893 deportiert 1942 Theresienstadt Tot 3.8.1943“                                                                          | [ 16 ] |
|      | Klotzbahn 11/13 | Elberfeld             | 20. Juli 2012     | „Hier wohnte Lea Modrzewinski geb. Berkowitz Jg. 1901 deportiert 1942 Izbica ermordet“                                                                                | |
|      | Klotzbahn 11/13 | Elberfeld             | 20. Juli 2012     | „Hier wohnte Meier Izeck Modrzewinski Jg. 1897 deportiert 1942 Izbica ermordet“                                                                                       | |
|      | Klotzbahn 12 | Elberfeld             | 9. November 2011  | „Hier wohnte Alfred Julius Richard Kremer Jg. 1900 verhaftet 1940 Sachsenhausen 1940 Dachau ermordet 20.1.1941“                                                       | |
|      | Lederstraße 2 | Elberfeld             | 11. Dezember 2014 | „Hier wohnte Hanna Hertha Cleff geb. Moses Jg. 1903 deportiert 1943 Auschwitz ermordet 1943“                                                                          | |
|      | Löwenstraße 4 | Elberfeld             | 3. September 2009 | „Hier wohnte Johanna Falkenheim Jg. 1933 deportiert 1941 ermordet in Minsk“                                                                                           | |
|      | Löwenstraße 4 | Elberfeld             | 3. September 2009 | „Hier wohnte Margot Falkenheim Jg. 1925 deportiert 1941 ermordet in Minsk“                                                                                            | |
|      | Löwenstraße 4 | Elberfeld             | 3. September 2009 | „Hier wohnte Lieschen Falkenheim geb. Udewald Jg. 1897 deportiert 1941 ermordet in Minsk“                                                                             | |
|      | Löwenstraße 4 | Elberfeld             | 3. September 2009 | „Hier wohnte Berthold Falkenheim Jg. 1895 deportiert 1941 ermordet in Minsk“                                                                                          | |
|      | Lohsiepenstraße 15 | Ronsdorf              | 13. Dezember 2013 | „Hier wohnte Paul Wülfrath Jg. 1901 im Widerstand/KPD 'Schutzhaft' 1933 Kemna Börgermoor Strafbataillon/Ostfront Tot 10.2.1944 Buda“                                  | [ 18 ] |
|      | Lüttringhauser Straße 6 | Ronsdorf              | 9. November 2012  | „Hier wohnte Emilie Leffmann geb. Rothschild Jg. 1863 deportiert 1942 Theresienstadt ermordet 1942 Treblinka“                                                         | |
|      | Lüttringhauser Straße 6 | Ronsdorf              | 9. November 2012  | „Hier wohnte Helene Marx geb. Leffmann Jg. 1891 deportiert 1941 Minsk ermordet“                                                                                       | |
|      | Lüttringhauser Straße 6 | Ronsdorf              | 9. November 2012  | „Hier wohnte Rudolf Marx Jg. 1926 deportiert 1941 Minsk ermordet“ | |
|      | Lüttringhauser Straße 6 | Ronsdorf              | 9. November 2012  | „Hier wohnte Lore Margo Marx Jg. 1921 deportiert 1941 Minsk ermordet“                                                                                                 | |
|      | Luisenstraße 124 | Elberfeld             | 1. März 2010      | „Hier wohnte Emil Hirschberg Jg. 1893 deportiert 1941 ermordet in Minsk“                                                                                              | [ 16 ] |
|      | Luisenstraße 124 | Elberfeld             | 1. März 2010      | „Hier wohnte Henriette Hirschberg geb. Kampf Jg. 1896 deportiert 1941 ermordet in Minsk“                                                                              | [ 16 ] |
|      | Luisenstraße 124 | Elberfeld             | 1. März 2010      | „Hier wohnte Samuel Zuckermann Jg. 1878 deportiert 1941 Łódź ermordet 8.5.1942 Chelmno“                                                                               | [ 16 ] |
|      | Luisenstraße 124 | Elberfeld             | 1. März 2010      | „Hier wohnte Sophie Zuckermann geb. Maus Jg. 1885 Flucht Frankreich interniert Drancy deportiert 1942 Auschwitz ermordet 16.11.1942“                                  | [ 16 ] |
|      | Markgrafenstraße 16 | Elberfeld             | 23. März 2011     | „Hier wohnte Berta Bukofzer geb. Levy Jg. 1885 deportiert 1941 Minsk ermordet“                                                                                        | [ 19 ] |
|      | Markgrafenstraße 16 | Elberfeld             | 23. März 2011     | „Hier wohnte Edith Bukofzer Jg. 1925 deportiert 1941 Minsk ermordet“                                                                                                  | [ 19 ] |
|      | Markgrafenstraße 16 | Elberfeld             | 23. März 2011     | „Hier wohnte Josef Bukofzer Jg. 1885 deportiert 1941 Minsk ermordet“                                                                                                  | [ 19 ] |
|      | Markgrafenstraße 16 | Elberfeld             | 6. Mai 2022       | „Hier wohnte Bruno Daniel Jg. 1871 verhaftet 21.6.1938 Sachsenhausen entlassen 11.9.1938 deportiert 1942 Theresienstadt ermordet 6.1.1943“                            | |
|      | Markgrafenstraße 16 | Elberfeld             | 6. Mai 2022       | „Hier wohnte Franziska Daniel geb. Kahn Jg. 1881 deportiert 1942 Theresienstadt 1944 Auschwitz ermordet“                                                              | |
|      | Markgrafenstraße 16 | Elberfeld             | 6. Mai 2022       | „Hier wohnte Gertrud Daniel Jg. 1909 deportiert 1941 Minsk ermordet“                                                                                                  | |
|      | Markomannenstraße 32 | Elberfeld             | 09. November 2011 | „Hier wohnte Emil Fried Jg. 1900 deportiert 1941 Minsk ermordet“ | |
|      | Markomannenstraße 32 | Elberfeld             | 09. November 2011 | „Hier wohnte Ernestine Fried geb. Popielarz Jg. 1902 deportiert 1941 Minsk ermordet“                                                                                  | |
|      | Markomannenstraße 32 | Elberfeld             | 09. November 2011 | „Hier wohnte Helga Fried Jg. 1935 deportiert 1941 Minsk ermordet“ | |
|      | Meisenstraße 22 | Barmen                | 9. Februar 2008   | „Hier wohnte Kaplan Johannes Flintrop Jg. 1904 verhaftet 15.3.1942 Dachau ermordet 18.8.1942“                                                                         | |
|      | Moltkestraße 23 | Elberfeld             | 4. Juli 2013      | „Hier wohnte Henny Sternberg geb. Steinberg Jg. 1881 deportiert 1942 Theresienstadt ermordet 12.5.1943“                                                               | |
|      | Moltkestraße 23 | Elberfeld             | 4. Juli 2013      | „Hier wohnte Max Meier Sternberg Jg. 1868 deportiert 1942 Theresienstadt ermordet 13.8.1942“                                                                          | |
|      | Moritzstraße 2 | Elberfeld             | 10. Dezember 2013 | „Hier wohnte Gert Auerbach Jg. 1894 Flucht 1939 Holland interniert Westerbork deportiert 1944 Theresienstadt Auschwitz Todesmarsch ermordet 7.2.1945 Gross-Rosen“     | |
|      | Moritzstraße 2 | Elberfeld             | 10. Dezember 2013 | „Hier wohnte Max Auerbach Jg. 1894 'Schutzhaft' 1938 Dachau Flucht 1939 Holland interniert Westerbork deportiert 1944 Theresienstadt ermordet 30.9.1944 Auschwitz“    | |
|      | Morianstraße/Ecke Bundesallee vormals Bleichstraße 22                                                                                           | Elberfeld             | 23. März 2011     | „Hier wohnte Paula Loeb geb. Abraham Jg. 1894 deportiert 1942 Izbica ermordet“                                                                                        | [ 20 ] |
|      | Morianstraße/Ecke Bundesallee vormals Bleichstraße 22                                                                                           | Elberfeld             | 23. März 2011     | „Hier wohnte Helmut Loeb Jg. 1934 deportiert 1941 Minsk ermordet“ | [ 20 ] |
|      | Morianstraße/Ecke Bundesallee vormals Bleichstraße 22                                                                                           | Elberfeld             | 23. März 2011     | „Hier wohnte Moritz Loeb Jg. 1885 deportiert 1941 Minsk ermordet“ | [ 20 ] |
|      | Neuenteich 96 | Elberfeld             | 6. Mai 2022       | „Hier wohnte Klara Kalkstein geb. Laufer Jg. 1885 'Polenaktion' 1938 Bentschen/Zbaszyn deportiert Belzec ermordet 1942“                                               | |
|      | Neumarktstraße 43 | Elberfeld             | 20. Juli 2011     | „Hier wohnte Else Oswald geb. Mayer Jg. 1882 deportiert 1942 Theresienstadt Tot 29.9.1942“                                                                            | |
|      | Neumarktstraße 46 | Elberfeld             | 25. Oktober 2008  | „Hier wohnte Louis Leo Marcus Jg. 1890 deportiert 1941 Minsk ermordet“                                                                                                | |
|      | Neumarktstraße 46 | Elberfeld             | 25. Oktober 2008  | „Hier wohnte Maria Marcus geb. Tisch Jg. 1904 deportiert 1941 Minsk ermordet“                                                                                         | |
|      | Neumarktstraße 46 | Elberfeld             | 25. Oktober 2008  | „Hier wohnte Arnhild Adele Marcus Jg. 1928 deportiert 1941 Minsk ermordet“                                                                                            | |
|      | Neumarktstraße 46 | Elberfeld             | 25. Oktober 2008  | „Hier wohnte Dr. Klara Tisch Jg. 1907 deportiert 1941 Minsk ermordet“                                                                                                 | |
|      | Neumarktstraße 46 | Elberfeld             | 25. Oktober 2008  | „Hier wohnte Gerda Tisch Jg. 1914 deportiert 1941 Minsk ermordet“ | |
|      | Nibelungenstraße 9 | Ronsdorf              | 8. Mai 2014       | „Hier wohnte Fritz Steinbrenner Jg. 1902 Im Widerstand Naturfreunde 'Hochverrat' 1943 Strafkompanie Tot 31.12.1943“                                                   | |
|      | Obere Lichtenplatzer Straße 353 | Barmen                | 20. Juli 2012     | „Hier wohnte Eugen Schwebinghaus Jg. 1906 Im Widerstand Flucht 1938 Holland verhaftet 23.4.1943 Amsterdam Haftanstalt Bruchsal ermordet 24.8.1944“                    | |
|      | Reiterstraße 3 | Elberfeld             | 25. Oktober 2008  | „Hier wohnte Izchok Gerszt Jg. 1901 Im Widerstand verhaftet 30.6.1939 deportiert 1940 Auschwitz ermordet 13.1.1945“                                                   | |
|      | Reiterstraße 3 | Elberfeld             | 25. Oktober 2008  | „Hier wohnte Rita Gerszt geb. Deutscher Jg. 1887 Im Widerstand deportiert 1940 Ravensbrück ermordet 29.5.1942 in ‚Heilanstalt‘ Bernburg“                              | |
|      | Remscheider Straße 46 | Ronsdorf              | 4. Juli 2013      | „Hier wohnte Hildegard H. Ebbinghaus geb. Sieper Jg. 1891 im Widerstand verhaftet 1943 'Vorbereitung zum Hochverrat' Zuchthaus krank / überlebt“                      | |
|      | Remscheider Straße 46 | Ronsdorf              | 4. Juli 2013      | „Hier wohnte Hugo Ebbinghaus Jg. 1884 Im Widerstand verhaftet 1943 'Vorbereitung zum Hochverrat' Zuchthaus Coswig Tot an den Folgen August 1945“                      | |
|      | Rödiger Straße 68/70 | Barmen                | 9. November 2011  | „Hier wohnte Achim Censer Jg. 1929 Polenaktion 1938 Bentschen Tot im besetzten Polen“                                                                                 | |
|      | Rödiger Straße 68/70 | Barmen                | 9. November 2011  | „Hier wohnte Bernhard Censer Jg. 1897 Polenaktion 1938 Bentschen Tot in Biala Podlaska“                                                                               | |
|      | Rödiger Straße 68/70 | Barmen                | 9. November 2011  | „Hier wohnte Dieter Censer Jg. 1931 Polenaktion 1938 Bentschen Tot im besetzten Polen“                                                                                | |
|      | Rödiger Straße 68/70 | Barmen                | 9. November 2011  | „Hier wohnte Margrit Ingelore Censer Jg. 1925 Polenaktion 1938 Bentschen Tot im besetzten Polen“                                                                      | |
|      | Rödiger Straße 68/70 | Barmen                | 9. November 2011  | „Hier wohnte Ruth Censer Jg. 1922 Polenaktion 1938 Bentschen Tot im besetzten Polen“                                                                                  | |
|      | Roonstraße 22 | Elberfeld             | 24. November 2015 | „Hier wohnte Julia Alice Simon Geb. Berg Jg. 1896 Deportiert 1941 Łodz / Litzmannstadt Ermordet 16.5.1942 Chelmno / Kulmhof“                                          | |
|      | Roonstraße 22 | Elberfeld             | 24. November 2015 | „Hier wohnte Oskar Simon Jg. 1886 'Schutzhaft' Buchenwald Deportiert 1941 Łodz / Litzmannstadt Ermordet 16.5.1942 Chelmno / Kulmhof“                                  | |
|      | Roonstraße 22 | Elberfeld             | 24. November 2015 | „Hier wohnte Ruth Simon Jg. 1927 Deportiert 1941 Łodz / Litzmannstadt Ermordet 16.5.1942 Chelmno / Kulmhof“                                                           | |
|      | Roonstraße 22 | Elberfeld             | 24. November 2015 | „Hier wohnte Emil Goldschmidt Jg. 1876 Deportiert 1942 Theresienstadt Ermordet 1.3.1944“                                                                              | |
|      | Roonstraße 22 | Elberfeld             | 24. November 2015 | „Hier wohnte Lothar Goldschmidt Jg. 1908 Seit 1938 mehrere 'Schutzhaften' deportiert 1941 Gross-Rosen Ermordet 24.11.1941“                                            | |
|      | Schlieperstraße 15 | Elberfeld             | 10. Dezember 2013 | „Hier wohnte Albert Jacob Jg. 1876 deportiert 1941 Minsk ermordet“ | |
|      | Schlieperstraße 15 | Elberfeld             | 10. Dezember 2013 | „Hier wohnte Adele Jacob geb. Mayer Jg. 1891 deportiert 1941 Minsk ermordet“                                                                                          | |
|      | Schlieperstraße 15 | Elberfeld             | 10. Dezember 2013 | „Hier wohnte Hans Leopold Jacob Jg. 1924 deportiert 1941 Minsk ermordet“                                                                                              | |
|      | Schlieperstraße 15 | Elberfeld             | 10. Dezember 2013 | „Hier wohnte Werner Jacob Jg. 1924 deportiert 1941 Minsk ermordet“ | |
|      | Schlieperstraße 19 | Elberfeld             | 20. April 2012    | „Hier wohnte Artur Heidelberg Jg. 1890 deportiert 1941 Minsk ermordet“                                                                                                | |
|      | Schlieperstraße 19 | Elberfeld             | 20. April 2012    | „Hier wohnte Frieda Heidelberg geb. Udewald Jg. 1892 deportiert 1941 Minsk ermordet“                                                                                  | |
|      | Schlieperstraße 19 | Elberfeld             | 20. April 2012    | „Hier wohnte Gerd Heidelberg Jg. 1921 deportiert 1941 Minsk ermordet“                                                                                                 | |
|      | Schlieperstraße 19 | Elberfeld             | 20. April 2012    | „Hier wohnte Horst Heidelberg Jg. 1923 deportiert 1941 Minsk ermordet“                                                                                                | |
|      | Schlieperstraße 19 | Elberfeld             | 20. April 2012    | „Hier wohnte Marietta Heidelberg Jg. 1930 deportiert 1941 Minsk ermordet“                                                                                             | |
|      | Schwanenstraße 26 | Elberfeld             | 26. Oktober 2010  | „Hier wohnte Anneliese Cohn Jg. 1919 deportiert 1941 Łódź / Litzmannstadt ermordet 12.9.1942 Chelmno“                                                                 | |
|      | Schwanenstraße 26 | Elberfeld             | 26. Oktober 2010  | „Hier wohnte Julius Holstein Jg. 1880 deportiert 1941 Łódź / Litzmannstadt Tot 12.7.1942“                                                                             | |
|      | Schwanenstraße 26 | Elberfeld             | 26. Oktober 2010  | „Hier wohnte Rosalie Holstein-Cohn geb. Levy Jg. 1886 deportiert 1941 Łódź / Litzmannstadt ermordet Sept. 1942 Chelmno“                                               | |
|      | Schwanenstraße 46 | Elberfeld             | 23. März 2011     | „Hier wohnte Margot Horowitz geb. David Jg. 1915 Flucht 1939 Holland interniert Westerbork deportiert 1943 Sobibor ermordet 11.6.1943“                                | |
|      | Schwanenstraße 46 | Elberfeld             | 23. März 2011     | „Hier wohnte Berthold Horowitz Jg. 1895 Flucht 1939 Holland interniert Westerbork deportiert 1943 Sobibor ermordet 2.7.1943“                                          | |
|      | Seilerstraße 10 | Elberfeld             | 20. April 2012    | „Hier wohnte Josef Heinemann Jg. 1872 deportiert 1942 Theresienstadt ermordet 1942 Treblinka“                                                                         | |
|      | Seilerstraße 10 | Elberfeld             | 20. April 2012    | „Hier wohnte Klara Heinemann geb. Hirz Jg. 1881 deportiert 1942 Theresienstadt ermordet 1942 Treblinka“                                                               | |
|      | Simonstraße 73 | Elberfeld             | 8. Mai 2014       | „Hier wohnte Henriette Figge Geb. Goldbach Jg. 1862 deportiert 1942 Theresienstadt ermordet 14.5.1942“                                                                | |
|      | Sonntagstraße 18 | Oberbarmen            | 20. Oktober 2022  | „Hier wohnte Else Heymann geb. Wolff Jg. 1886 deportiert 1941“ – Minsk: ermordet                                                                                      | |
|      | Sonntagstraße 18 | Oberbarmen            | 20. Oktober 2022  | „Hier wohnte Emil Heymann Jg. 1884 deportiert 1941 Minsk ermordet“ | |
|      | Sonntagstraße 18 | Oberbarmen            | 20. Oktober 2022  | „Hier wohnte Rolf Heymann Jg. 1927 deportiert 1941 Minsk ermordet“ | |
|      | Staasstraße 49 | Ronsdorf              | 20. Juli 2012     | „Hier wohnte Rosalie Vogel geb. Tiefenthal Jg. 1872 deportiert 1942 Theresienstadt ermordet 22.9.1942 Treblinka“                                                      | |
|      | Südstraße 61 | Elberfeld             | 9. Februar 2008   | „Hier wohnte Jette Prager geb. Schönmüller Jg. 1862 deportiert 20.7.1942 Theresienstadt ermordet 6.8.1942“                                                            | |
|      | Uellendahler Straße 90A | Elberfeld             | 11. Dezember 2014 | „Hier wohnte Anna Rosendahl geb. Rutenburg Jg. 1901 Flucht 1937 Holland interniert Westerbork deportiert 1942 Auschwitz ermordet 7.12.1942“                           | |
|      | Uellendahler Straße 90A | Elberfeld             | 11. Dezember 2014 | „Hier wohnte Fritz Rosendahl Jg. 1897 Flucht 1937 Holland interniert Westerbork deportiert 1942 Auschwitz ermordet 31.3.1944“                                         | |
|      | Uellendahler Straße 90A | Elberfeld             | 11. Dezember 2014 | „Hier wohnte Hannelore Rosendahl Jg. 1924 Flucht 1937 Holland interniert Westerbork deportiert 1942 Auschwitz ermordet 7.9.1942“                                      | Hannelore Rosendahl wurde am 16. Oktober 1925 geboren. Auf dem Stolperstein steht fälschlicherweise 1924. |
|      | Uellendahler Straße 90A | Elberfeld             | 11. Dezember 2014 | „Hier wohnte Marianne Rosendahl Jg. 1927 Flucht 1937 Holland interniert Westerbork deportiert 1942 Auschwitz ermordet 7.9.1942“                                       | |
|      | Uellendahler Straße 129 | Uellendahl-Katernberg | 23. Oktober 2023  | „Hier wohnte Alexander Ascheuer Jg. 1884 im Widerstand/SPD Flucht in den Tod 5. Mai 1933 tot 9. Mai 1933“                                                             | |
|      | Untere Lichtenplatzer Straße 80 | Barmen                | 20. Juli 2011     | „Hier wohnte Adele Orgler geb. Blumenthal Jg. 1885 deportiert 1942 Theresienstadt ermordet in Auschwitz“                                                              | |
|      | Untere Lichtenplatzer Straße 80 | Barmen                | 20. Juli 2011     | „Hier wohnte Kurt Orgler Jg. 1885 deportiert 1942 Theresienstadt ermordet in Auschwitz“                                                                               | |
|      | Untergrünewalder Straße 31a (Das Haus existiert nicht mehr, die Stolpersteine sind in der Untergrünewalder Straße vor dem Haus Aue 46 verlegt.) | Elberfeld             | 20. Juli 2012     | „Hier wohnte Elsa Alexander verh. Levy Jg. 1903 deportiert 1941 Łódź ermordet 7.5.1942 Chelmno“                                                                       | |
|      | Untergrünewalder Straße 31a (Das Haus existiert nicht mehr, die Stolpersteine sind in der Untergrünewalder Straße vor dem Haus Aue 46 verlegt.) | Elberfeld             | 20. Juli 2012     | „Hier wohnte Josef Levy Jg. 1890 deportiert 1941 Łódź ermordet 9.4.1942“                                                                                              | |
|      | Vereinstraße 17 | Elberfeld             | 20. Juli 2012     | „Hier wohnte Flora Löwenthal geb. Grünebaum Jg. 1905 deportiert 1941 Łódź ermordet 1942 Chelmno“                                                                      | |
|      | Vereinstraße 17 | Elberfeld             | 20. Juli 2012     | „Hier wohnte Levy Fritz Löwenthal Jg. 1895 deportiert 1941 Łódź ermordet 25.8.1942“                                                                                   | |
|      | Vereinstraße 17 | Elberfeld             | 20. Juli 2012     | „Hier wohnte Manfred Moritz Löwenthal Jg. 1935 deportiert 1941 Łódź ermordet 1942 Chelmno“                                                                            | |
|      | Vereinstraße 17 | Elberfeld             | 20. Juli 2012     | „Hier wohnte Ruth Luise Löwenthal Jg. 1932 deportiert 1941 Łódź ermordet 1942 Chelmno“                                                                                | |
|      | Viehhofstraße 55 | Elberfeld             | 11. Dezember 2014 | „Hier wohnte Emil Rosendahl Jg. 1871 Flucht 1938 Holland interniert Westerbork deportiert 1943 Sobibor ermordet 23.4.1943“                                            | |
|      | Viehhofstraße 55 | Elberfeld             | 11. Dezember 2014 | „Hier wohnte Elise Rosendahl Geb. Uhlmann Jg. 1875 Flucht 1938 Holland interniert Westerbork deportiert 1943 Sobibor ermordet 23.4.1943“                              | |
|      | Von-der-Tann-Straße 1 | Elberfeld             | 1. März 2010      | „Hier wohnte Alfred Kann Jg. 1890 deportiert 1941 ermordet in Minsk“                                                                                                  | [ 16 ] |
|      | Von-der-Tann-Straße 1 | Elberfeld             | 1. März 2010      | „Hier wohnte Fanny Kann geb. Michaelis Jg. 1864 deportiert 1942 Theresienstadt Tot 8.8.1942“                                                                          | [ 16 ] |
|      | Von-der-Tann-Straße 1 | Elberfeld             | 1. März 2010      | „Hier wohnte Helmut Kann Jg. 1902 deportiert 1941 ermordet in Minsk“                                                                                                  | [ 16 ] |
|      | Wall 34 | Elberfeld             | 24. November 2015 | „Hier wohnte Friederike Hamm geb. Weinberg Jg. 1855 deportiert 1942 Theresienstadt ermordet 1942“                                                                     | |
|      | Weidenstraße 1 | Elberfeld             | 20. Oktober 2022  | „Hier wohnte Louise Loewy geb. Fleissig Jg. 1867 deportiert 1942 Theresienstadt ermordet 5.12.1942“                                                                   | |
|      | Werth 109 vormals Werth 71 | Barmen                | 20. Juli 2011     | „Hier wohnte Emma Seligmann Jg. 1874 deportiert 1942 nach Theresienstadt ermordet in Auschwitz“                                                                       | |
|      | Weststraße 86 | Elberfeld             | 23. Oktober 2023  | „Hier wohnte Dr. Heinrich Singer Jg. 1873 denunziert verurteilt 20.7.1933 Strafanstalt Münster ermordet 17.12.1933“                                                   | |
|      | Wichlinghauser Straße 28 | Barmen                | 3. September 2009 | „Hier wohnte Denny Rosenberg Jg. 1941 deportiert 1941 ermordet in Minsk“                                                                                              | |
|      | Wichlinghauser Straße 28 | Barmen                | 3. September 2009 | „Hier wohnte Fritz Rosenberg Jg. 1935 deportiert 1941 ermordet in Minsk“                                                                                              | |
|      | Wichlinghauser Straße 28 | Barmen                | 3. September 2009 | „Hier wohnte Doris Rosenberg Jg. 1930 deportiert 1941 ermordet in Minsk“                                                                                              | |
|      | Wichlinghauser Straße 28 | Barmen                | 3. September 2009 | „Hier wohnte Alfred Rosenberg Jg. 1895 deportiert 1941 ermordet in Minsk“                                                                                             | |
|      | Wichlinghauser Straße 28 | Barmen                | 3. September 2009 | „Hier wohnte Alice Rosenberg geb. Goldschmidt Jg. 1909 deportiert 1941 ermordet in Minsk“                                                                             | |
|      | Wichlinghauser Straße 50 | Barmen                | 9. November 2012  | „Hier wohnte Siegfried Steinmann Jg. 1873 deportiert 1942 Theresienstadt ermordet 1942 Treblinka“                                                                     | |
|      | Wielandstraße 3 | Elberfeld             | 24. November 2015 | „Hier wohnte Adele Lewin Jg. 1916 deportiert 1941 Minsk ermordet“ | |
|      | Wielandstraße 3 | Elberfeld             | 24. November 2015 | „Hier wohnte Baruch Lewin Jg. 1884 deportiert 1942 Theresienstadt ermordet 1943 Auschwitz“                                                                            | |
|      | Wielandstraße 3 | Elberfeld             | 24. November 2015 | „Hier wohnte Lena Lewin Jg. 1874 eingewiesen Jacoby'sche Anstalt Bendorf-Sayn Tot 31.5.1942“                                                                          | |
|      | Wirkerstraße 26 | Elberfeld             | 23. Oktober 2023  | „Hier wohnte Fritz Dähler Jg. 1909 im Widerstand ermordet von SA 27.6.1933“                                                                                           | |
|      | Wortmannstraße 38 | Elberfeld             | 23. März 2011     | „Hier wohnte Selma Leyser geb. Lehmann Jg. 1897 deportiert 1941 Lotz ermordet 20.11.1944 Stutthof“                                                                    | |
|      | Wortmannstraße 38 | Elberfeld             | 23. März 2011     | „Hier wohnte Siegfried Leyser Jg. 1884 deportiert 1941 Lotz ermordet Aug.1944 in Auschwitz“                                                                           | |
|      | Zollstraße 11 | Elberfeld             | 26. Oktober 2010  | „Hier wohnte Wilhelm Brack Jg. 1905 deportiert 1941 Łódź/Litzmannstadt ermordet 13.5.1942 Chelmno“                                                                    | |
|      | Zollstraße 11 | Elberfeld             | 26. Oktober 2010  | „Hier wohnte Liselotte Strauss Jg. 1905 deportiert 1941 Łódź/Litzmannstadt ermordet 7.5.1942 Chelmno“                                                                 | |
|      | Zollstraße 11 | Elberfeld             | 26. Oktober 2010  | „Hier wohnte Ilse Brack geb. Strauss Jg. 1904 deportiert 1941 Łódź/Litzmannstadt ermordet 13.5.1942 Chelmno“                                                          | |
|      | Zur Kaisereiche 101 | Cronenberg            | 24. November 2015 | „Hier wohnte Richard Barme Jg. 1924 Im Widerstand Flucht 1938 Holland 1944 England MI6 Funker Holland Verhaftet 1945 Gefängnis Oranjehotel ermordet 8.3.1945“         | [ 23 ] |
|      | Zur Kaisereiche 101 | Cronenberg            | 24. November 2015 | „Hier wohnte Rita Barme Jg. 1923 Flucht 1938 Holland Interniert Westerbork deportiert 1942 Auschwitz ermordet 15.12.1942“                                             | |
|      | Zur Schafbrücke 19 | Barmen                | 20. April 2012    | „Hier wohnte Leopold Alexander Jg. 1868 deportiert 1942 Theresienstadt ermordet 16.2.1943“                                                                            | |
|      | Zur Schafbrücke 19 | Barmen                | 20. April 2012    | „Hier wohnte Lina S. Alexander Jg. 1904 deportiert 1942 Izbica ermordet“                                                                                              | |

## Der Verein
Die Aktion wird durch den Verein „Stolpersteine in Wuppertal e. V.“ unterstützt, der zu diesem Zweck im Jahre 2006, unter der Schirmherrschaft des Oberbürgermeisters der Stadt Wuppertal und mit Befürwortung durch den Rat der Stadt, gegründet wurde. Der Vorstand besteht aus Ute Otten (Vorsitzende), Manfred Brusten (stellvertretender Vorsitzender), Axel Jütz (Schatzmeister) und Kerstin Spitzl (Schriftführerin). Dem Beirat gehören an: Matthias Nocke (Dezernent für Kultur, Schule und Sport der „Stadt Wuppertal“), Ulrike Schrader (Leiterin der Begegnungsstätte „Alte Synagoge Wuppertal“), Gunter Demnig (als Initiator des Projektes „Stolpersteine“) und Annelie Brusten (als Initiatorin des Projektes „Stolpersteine in Wuppertal“).